# Simon Schütte
Simon Schütte, född 16 september 1990 i Örnsköldsvik, är en svensk innebandyspelare. Han började spela innebandy under 1996. Hans första klubb var Moälvens IBK. Sedan flyttade Schütte och hans familj till Borås där han spelade för division 1-klubben IBK 7H. Han spelar under 2009 för Red Devils Wernigerode som spelar i tyska Bundesliga i innebandy.